# 定庆
定庆（1184年—1212年），日本庆派雕刻家，运庆门徒，其事迹简略。他的作品主要表现出受到中国南宋时期雕刻影响的现实主义的风格。

## 作品

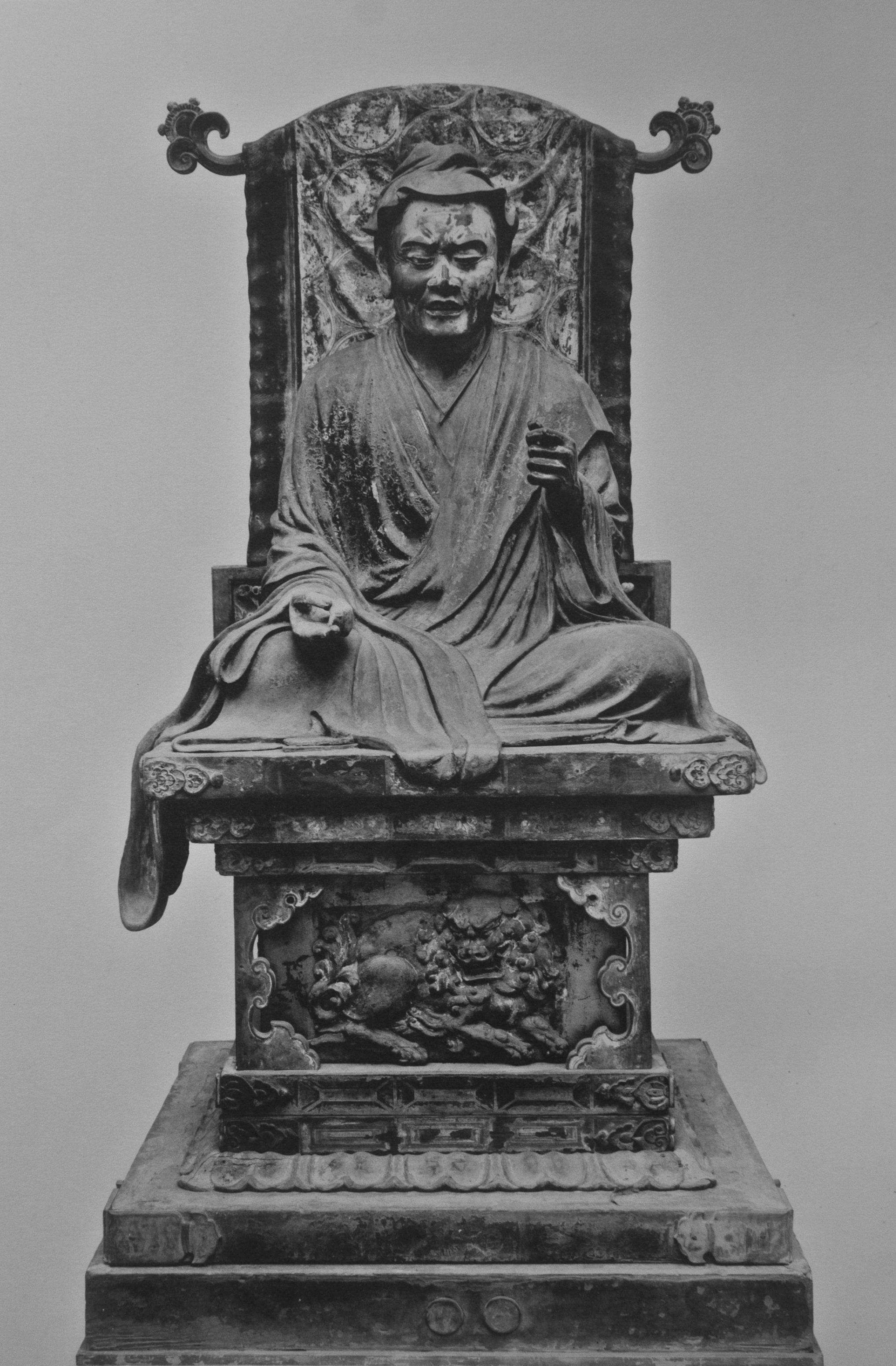
维摩居士像

- 興福寺维摩居士像- 1196 年製作[3]，位於興福寺東金堂。
- 二王力士像-分別為梵天、金剛力士像，位於興福寺東金堂。
- 六觀音菩薩像-位於大報恩寺。